# 旱麦草属
旱麦草属（学名：Eremopyrum）是禾本科下的一个属，为一年生植物。该属共有7种，分布于欧亚温带地区。